# ميبوكس
ميبوكس (بالإنجليزية: Meebox)‏هي شركة مكسيكية متخصصة في صناعة الالكترونيات وعتاد الحاسوب

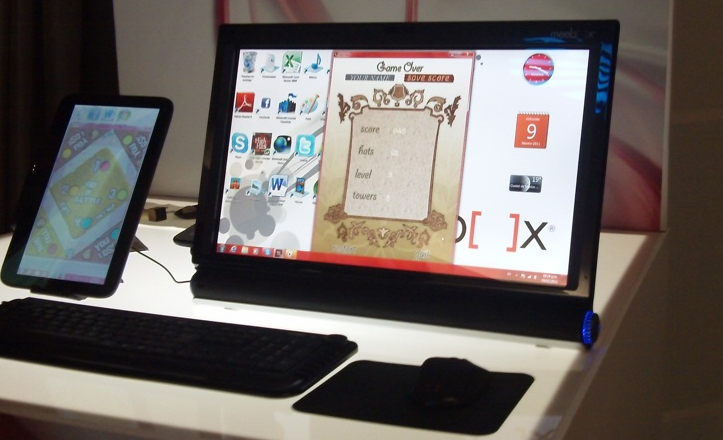
حاسوب محمول وشاشة عالية الأداء تعمل باللمس في جهاز كمبيوتري واحد من إنتاج شركة ميبوكس المكسيكية للإلكترونيات.